# Antimicrobiële stoffen
Antimicrobiële stoffen zijn agentia die micro-organismen doden of hun groei remmen. Antimicrobiële stoffen worden als geneesmiddel ingezet bij de behandeling van diverse infectieziekten. Antibiotica werken tegen bacteriën, antimycotica tegen schimmels en antivirale middelen tegen virussen. Deze stoffen hebben verschillende aangrijpingspunten die specifiek zijn voor de moleculaire biologie van de betreffende ziekteverwekker. Antimicrobiële verbindingen kunnen ook door het lichaam zelf worden aangemaakt (endogene synthese), zoals defensinen of lactoferrinen. Deze eiwitten werken pathogeendodend doordat ze bijvoorbeeld het membraan ontwrichten of ijzer wegvangen. 

## Antibiotica

Structuur van clavulaanzuur, een antibioticum

Antibacteriële middelen worden gebruikt om bacteriële infecties te behandelen. Antibiotica worden over het algemeen verdeeld in de bètalactamantibiotica, macroliden, fluorchinolonen, tetracyclines of aminoglycosiden. Binnen deze groepen worden antibacteriële verbindingen verder onderverdeeld, afhankelijk van hun werkingsspectrum, farmacodynamiek en chemische samenstelling. Langdurig gebruik van bepaalde antibacteriële middelen kan darmbacteriën verstoren, wat in bepaalde gevallen een negatieve invloed kan hebben op de gezondheid.

## Antimycotica
Antimycotica zijn middelen met een schimmelwerende of schimmeldodende werking. Deze verbindingen kunnen worden voorgeschreven voor schimmelinfecties, zoals zwemmerseczeem, ringworm of candidiasis. In tegenstelling tot bacteriën zijn zowel schimmels als mensen eukaryoten. De cellen van mensen en schimmels zijn dus vergelijkbaar op moleculair niveau, waardoor het in principe lastiger is om een moleculaire target te vinden voor een antischimmelmedicijn dat afwezig is in het gastheerorganisme. Bijgevolg zijn er vaak bijwerkingen aan sommige antimycota. Sommige antischimmel-middelen, zoals azolen, grijpen aan op de chitineuze celwand van schimmels (die afwezig is bij dierlijke cellen).